# 120 v.Chr.
120 v.Chr. is een jaartal volgens de christelijke jaartelling.

## Gebeurtenissen

### Europa
- De Teutonen, een Germaanse stam uit het Deense Waddengebied, Jutland of zuidelijk Scandinavië, migreren samen met hun buren, bondgenoten en mogelijke bloedverwanten, de Ambronen en de Cimbren, van hun oorspronkelijke thuisland naar het zuiden in de Donau-vallei, zuidelijk Gallië en noordelijk Italië.

## Geboren
- Aurelia Cotta (~120 v.Chr. - ~54 v.Chr.), moeder van Gaius Julius Caesar
- Gaius Cornelius Verres (~120 v.Chr. - ~43 v.Chr.), Romeins praetor en staatsman
- Marcus Aemilius Lepidus (~120 v.Chr. - ~77 v.Chr.), Romeins consul en staatsman
- Publius Servilius Vatia Isauricus (~120 v.Chr. - ~44 v.Chr.), Romeins politicus

## Overleden
- Hipparchus (~190 v.Chr. - ~120 v.Chr.), Grieks astronoom en wiskundige (70)
- Polybius (~203 v.Chr. - ~120 v.Chr.), Grieks historicus (83)